# Kanton Port-sur-Saône
Kanton Port-sur-Saône (francouzsky Canton de Port-sur-Saône) je francouzský kanton v departementu Haute-Saône v regionu Franche-Comté. Tvoří ho 17 obcí.

## Obce kantonu
- Amoncourt
- Auxon
- Bougnon
- Breurey-lès-Faverney
- Chaux-lès-Port
- Conflandey
- Équevilley
- Flagy
- Fleurey-lès-Faverney
- Grattery
- Mersuay
- Port-sur-Saône
- Provenchère
- Scye
- Le Val-Saint-Éloi
- Vauchoux
- Villers-sur-Port